# Флаг Ясиноватского района
Флаг Ясиноватского района — официальный символ Ясиноватского района Донецкой области, утверждённый 31 июля 2006 года решением № 41/5-5 сессии Ясиноватского районного совета.

## Описание
Флаг представляет собой прямоугольное полотнище с соотношением ширины к длине 2:3 и состоит из трёх горизонтальных полос голубого, красного и жёлтого цветов с соотношением 7:2:7. На верхней полосе у древка расположено жёлтое копьё с белым наконечником и две жёлтых колоска, наклоненных от него.